# Chippewa Falls
Chippewa Falls település az Amerikai Egyesült Államok Wisconsin államában, Chippewa megyében, melynek megyeszékhelye is. Lakosainak száma 14 731 fő (2020. április 1.).

## Népesség
A település népességének változása:

| 2010 | 13 661 |
| 2020 | 14 731 |